# 國浩休閒
國浩休閒有限公司，簡稱國浩休閒（英語：GuocoLeisure Limited，SGX：B16、OTCBB：GUORY
），屬於香港上市公司的，國浩集團（0053.HK）旗下公司，在1961年由Ronald Brierley爵士創立，現時由馬來西亞豐隆集團旗下公司，當時名為「BIL國際有限公司」，以及「Brierley Investments Limited」，總裁為TIMOTHY JAMES SCOBLE，主席為郭令燦。
主要業務在新加坡、馬來西亞、新西蘭、英國等博彩、酒店業，而股份在2000年3月30日於新加坡交易所，以及新西蘭證券交易所主板上市。總部位於9 Temasek Boulevard #11-01 Suntec Tower Two Singapore 038989（新加坡淡馬錫大道9號新達城大樓二期11樓1室）。

## 連結
- guocoleisure.com（页面存档备份，存于） （英文）